# Tugarinovita
La tugarinovita es la forma mineral del óxido de molibdeno (IV), cuya fórmula química es MoO2.
Descrita en 1980 por V.G Kruglova, A.A. Poteryaikina, G.A. Sidorenko, L.S. Dubakina y E.G. Ryabeva en Siberia oriental, le fue asignado su nombre en honor al geoquímico ruso Alexei Tugarinov (1911-1977).

## Propiedades
La tugarinovita es un mineral semitransparente de color pardo-lila oscuro y brillo graso, metálico.
Tiene una densidad (calculada, pues no ha sido determinada empíricamente) de 6,6 g/cm³ y una dureza de 4,6 en la escala de Mohs. Es un mineral birreflectante (cambia su reflectividad al girar una sección en el microscopio).
Cristaliza en el sistema monoclínico, clase prismática.
Su contenido en molibdeno es del 75%, superior al de la molibdita (MoO3, óxido de molibdeno (VI)).
Como principales impurezas puede contener trazas de hierro, titanio, calcio y silicio. Por otra parte, es un buen conductor eléctrico.

## Morfología y formación
Este mineral forma cristales prismáticos o tabulares, gruesos y estriados, de hasta 1,5 mm. Es común la existencia de maclas.
La tugarinovita se forma como mineral primario, por metasomatismo en un entorno reductor deficiente en azufre.
En la localidad tipo —véase más abajo— se encuentra en un área de intersección de zonas tectónicas que consiste en gneises de biotita migmatizados con capas de cuarcitas, anfibolitas y gneises de anfibolita. La tugarinovita aparece asociada con uraninita, cuarzo, molibdenita, zircón y galena.

## Yacimientos
La localidad tipo se encuentra en el óblast de Amur, en el Extremo Oriente ruso. Asimismo, se ha encontrado tugarinovita cerca de allí, en una caldera volcánica en Iturup, la mayor isla del archipiélago de las Kuriles.
Japón cuenta con yacimientos de este mineral en la cúpula riolítica dentro de la caldera Kikai, volcán principal de la isla de Iōjima.
También se ha encontrado tugarinovita en el meteorito Allende, caído en el Pueblito de Allende (México) en 1969. Este meteorito es localidad tipo de diversos minerales como allendeíta, nuwaíta y tistarita.